# Challenger de Biella I 2021
El torneo Biella Challenger V 2021 fue un torneo profesional de tenis. Perteneció al ATP Challenger Series 2021. Se disputó en su 14.ª edición sobre superficie tierra batida, en Biella, Italia entre el 03 y el 9 de mayo de 2021.

## Jugadores participantes del cuadro de individuales
| Favorito | País                      | Jugador             | Rank1 | Posición en el torneo |
| -------- | ------------------------- | ------------------- | ----- | --------------------- |
| 1        | Bandera de Portugal       | Pedro Sousa         | 113   | Primera ronda         |
| 2        | Bandera de Bolivia        | Hugo Dellien        | 125   | Segunda ronda         |
| 3        | Bandera de Estados Unidos | Mackenzie McDonald  | 127   | Segunda ronda         |
| 4        | Bandera de Alemania       | Cedrik-Marcel Stebe | 134   | Primera ronda         |
| 5        | Bandera de Italia         | Federico Gaio       | 128   | Cuartos de final      |
| 6        | Bandera de Francia        | Hugo Gaston         | 147   | Primera ronda         |
| 7        | Bandera de Perú           | Juan Pablo Varillas | 150   | CAMPEÓN               |
| 8        | Bandera de Japón          | Go Soeda            | 154   | Primera ronda         |

- 1 Se ha tomado en cuenta el ranking del 26 de abril de 2021.

### Otros participantes
Los siguientes jugadores recibieron una invitación (wild card), por lo tanto ingresan directamente al cuadro principal (WC):
- Stefano Napolitano
- Luca Vanni
- Hamad Međedović

Los siguientes jugadores ingresan al cuadro principal tras disputar el cuadro clasificatorio (Q):
- Guido Andreozzi
- Viktor Galović
- Maximilian Marterer
- Felipe Meligeni Alves

## Campeones

### Individual Masculino
- Juan Pablo Varillas derrotó en la final a  Guido Andreozzi, 6–3, 6–1

### Dobles Masculino
- André Göransson /  Nathaniel Lammons derrotaron en la final a  Rafael Matos /  Felipe Meligeni Alves, 7–6(3), 6–3